# Natrijev perklorat
Natrijev perklorat je anorganska natrijeva sol s kemijsko formulo NaClO4. Za razliko od večine ostalih kloratov je natrijev perklorat dobro topen v vodi. Je močan oksidant, ki ob razpadu tvori kisik in natrijev klorid.

## Lastnosti
Zaradi dobre topnosti v vodi je natrijev perklorat osnova za pripravo drugih perkloratov. Ker je higroskopičen, se v pirotehniki ne uporablja, temveč se tam bolj uporabljata kalijev in amonijev perklorat.

## Sinteza
Natrijev perklorat se proizvaja z dvostopenjsko elektrolizo vroče raztopine natrijevega klorida oz. elektrolizo natrijevega klorata. Kot anoda je ponavadi uporabljen material svinčev dioksid ali magnetit.